# Tüzeshasú hegyitangara
A tüzeshasú hegyitangara (Anisognathus igniventris) a madarak osztályának verébalakúak (Passeriformes) rendjébe és a tangarafélék (Thraupidae) családjába tartozó faj.

## Rendszerezése
A fajt Alcide d’Orbigny és Frédéric de Lafresnaye írták le 1837-ben, az Aglaia nembe Aglaia igniventris  néven.

## Alfajai
- Anisognathus igniventris erythrotus (Jardine & Selby, 1840)
- Anisognathus igniventris ignicrissa (Cabanis, 1873)
- Anisognathus igniventris igniventris (Orbigny & Lafresnaye, 1837)
- Anisognathus igniventris lunulatus (Du Bus de Gisignies, 1839)[2]

## Előfordulása
Az Andok fennsíkjain, Bolívia és Peru területén honos. Természetes élőhelyei a szubtrópusi és trópusi hegyi esőerdők, cserjések és alpesi rétek. Állandó, nem vonuló faj.

## Megjelenése
Testhossza 16 centiméter.

## Életmódja
Gyümölcsökkel, magvakkal, levelekkel és rügyekkel táplálkozik.

## Természetvédelmi helyzete
Az elterjedési területe elég nagy, egyedszáma pedig stabil. A Természetvédelmi Világszövetség Vörös listáján nem fenyegetett fajként szerepel.